# 봉수 (게임)
휴국(休局, Adjournment 어전먼트)은 체스나 바둑 같은 일부 보드 게임에서 진행 중인 게임을 일시 중단하고 다른 시간(보통 다음 날)에 다시 경기하는 것이다. 어전먼트가 시행되는 이유는 종종 단일 게임 세션에 알맞은 시간보다 게임이 오래 걸리기 때문이며, 봉수(封手, sealed move) 규칙에 따라 다음 차례 대국자가 자신이 둘 수를 적어 봉투 안에 밀봉하여 경기가 재개될 때 밀봉 되었던 수가 두어지기도 한다.(이때 착수는 보통 감독이나 심판이 한다.) 이를 통해 양 대국자 모두 다음 차례의 수 위치를 알 수 없게 하는 것이다.
영어 어전먼트(Adjournment)는 '대국의 중단', 또는 '대국의 휴식'을 뜻하는 것으로 봉수(封手, sealed move)와는 다른 뜻이다. 어전먼트는 어전(Adjourn)으로 줄여 부르기도 한다. 

## 체스

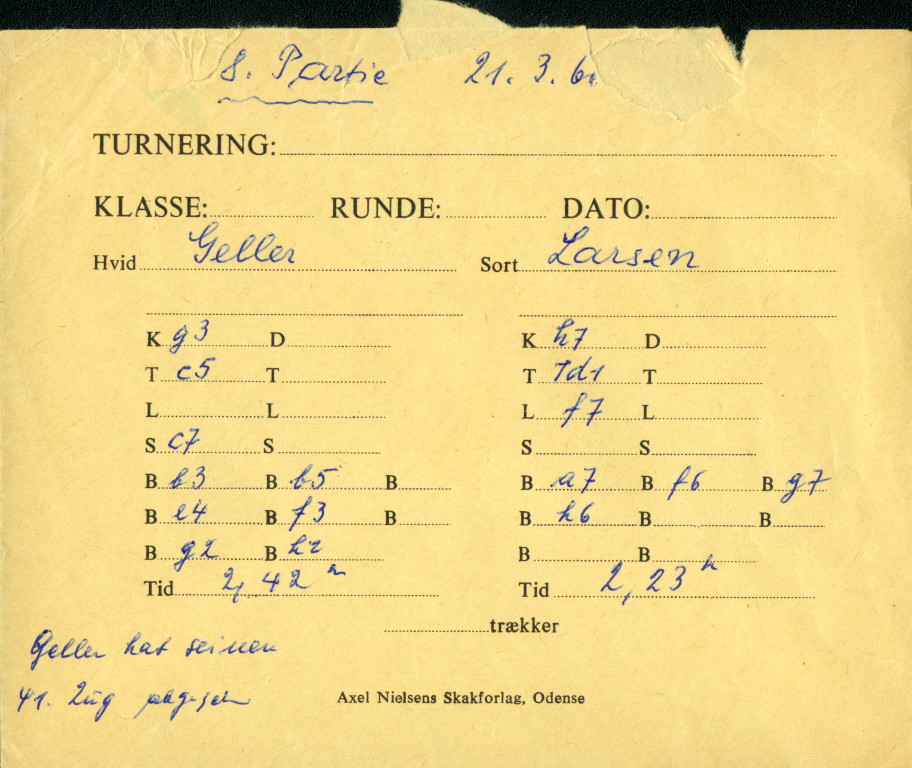
1966년 에핌 겔러와 벤트 라르센의 경기에서 봉수에 사용된 봉투

체스에서 봉수를 할 때, 자기 차례인 플레이어는 자신의 다음 수를 기보용지에 적지만, 실제로 체스판에 수를 두지는 않는다. 이후 양측의 기보용지는 밀봉된 수 봉투에 넣어진다. 양 선수의 이름, 색깔, 포지션, 남은 시간 및 다른 게임 정보들도 봉투에 쓰여진다. 양 선수가 사인을 하기도 한다. 심판이 경기가 재개될 때까지 봉투를 가지고 있다가, 봉투를 열고, 체스판에 밀봉된 수를 두고, 체스 시계를 시작한다.
USCF의 규칙에 따르면, 만약 밀봉된 수가 모호해 한 개보다 많은 수로 해석될 수 있는 경우, 상대방이 합당한 해석 중 하나를 선택할 수 있다.(Just & Burg 2003:72–78). 만약 밀봉된 수가 규칙에 어긋나고 합당한 해석이 없는 경우, 그 선수는 경기에서 패배한다,(Just & Burg 2003:38). FIDE의 규칙에 따르면, 모호한 수를 쓸 경우 경기에서 패배한다.
봉수를 허용하는 스케줄은 보통 다음과 같다:
- 40수에 각각 21⁄2시간 이후 봉수 (5시간 세션)
- 40수에 2시간, 그 다음 20수에 1시간 이후 봉수 (6시간 세션)

체스 경기를 봉수하는 것에 대한 규칙은 다음과 같다:
1. 타임 컨트롤에 도달했을 경우, 양 선수 모두 봉수를 할 선택권을 가지고 있으며, 자기 차례에 그렇게 할 수 있다.
2. 만약 한 선수가 그 선택을 할 경우, 그 선수는 그 세션에 자신에게 주어진 시간을 잃는다.
3. 세션이 끝났을 경우, 자기 차례인 쪽은 무조건 봉수를 해야 한다.
4. 봉수를 할 때는 봉투 안에 자신의 수를 기밀로 적어야 하고, 경기가 재개될 때 심판이 그 수를 두고 게임이 재개된다.

첫 세 규칙은 플레이어들이 세션의 끝까지는 경기를 계속하고, 그 이후 멈추도록 하기 위해서 만들어졌고, 4번 규칙은 양측이 자신의 차례일 때 보드 포지션을 알지 못하게 하여 중간 분석을 공평하게 만들기 위해서 존재한다. 하지만, 이것도 밀봉된 수를 두는 사람에게 유리할 수 있다. 특히 그 수가 상대방이 특정 수를 두도록 강제하면 더욱 그렇다.
봉수를 언제 할지에 대한 고려는 복잡할 수 있고, 매우 논리적인 게임플레이의 일부가 아닌 다른 차원의 심리학이 필요하다.
강한 컴퓨터 프로그램의 등장으로 컴퓨터로 수를 분석하는 가능성이 생겼고, 결국 대부분의 대회는 봉수를 버리고 시간 제한을 더 짧게 바꾸었다. 봉수가 사용되지 않은 첫 세계 선수권 대회는 1995년 클래시컬 세계 체스 선수권 대회였고, 봉수가 사용된 마지막 세계 선수권 대회는 1996년 FIDE 세계 체스 선수권 대회였다.

## 바둑
봉수는 긴 바둑 경기에서 흔하게 볼 수 있다. 혼인보와 기성전, 명인전 같은 주요 일본 대회들은 보통 각각 8시간 이상의 긴 제한시간을 가지고 있고, 보통 이틀에 걸쳐서 두어지며 봉수에 밀봉된 수를 사용한다. 체스에서처럼 강제수를 이끌어내는 수를 두어서 이득을 얻을 수 있다. 하지만 이것은 나쁜 에티켓으로 간주된다.

## 다른 게임
어전먼트와 봉수를 사용하는 다른 게임도 보통 2인 전략 보드게임이다. 샹치와 쇼기 등이 있다.

## 참고 문헌
- Just, Tim; Burg, Daniel B. (2003), 《U.S. Chess Federation's Official Rules of Chess》 5판, McKay, ISBN 0-8129-3559-4

|